# AIDAluna
L'AIDAluna è una nave da crociera costruita dai cantieri Meyer Werft a Papenburg, in Germania e di proprietà della AIDA Cruises. È la terza nave della sua classe, preceduta dalla AIDAdiva e dalla AIDAbella, e seguita dalle AIDAblu e AIDAsol. La nave ha una capacità di 2100 passeggeri ed ha una stazza lorda di 69203 tonnellate. La AIDAluna è stata inizialmente impiegata nel Mar Baltico per la stagione estiva 2009. Nell'inverno 2009, è stata trasferita alle isole Canarie.

## Storia
La AIDAluna è la terza nave di una serie di sei navi, ordinate dalla AIDA Cruises alla Meyer Werft, con un piano di consegne che prevedeva una nave all'anno dal 2008 al 2012. Il primo ordine era solo per due navi, ma l'opzione fu poi estesa a sei navi. È stata varata il 10 febbraio 2009 e ha iniziato le prove in mare con il suo passaggio sul fiume Ems il 21 febbraio 2009. AIDAluna è stata consegnata ai proprietari il 16 marzo 2009. È stata battezzata il 4 aprile 2009 a Palma di Maiorca dalla modella tedesca Franziska Knuppe.

## Incidenti
Il cantante tedesco Daniel Küblböck scomparve il 9 settembre 2018 durante una crociera transatlantica sull'AIDAluna da Amburgo a New York City; alcuni passeggeri avrebbero visto un uomo gettarsi dalla nave che stava solcando le acque del Mare del Labrador. Il 10 settembre le autorità canadesi interruppero le ricerche del cantante in quanto, data la temperatura dell'acqua, era altamente improbabile che fosse sopravvissuto.